# جورج هوف (لاعب كرة قاعدة)
جورج هوف (بالإنجليزية: George Huff)‏ هو لاعب كرة قاعدة أمريكي، ولد في 11 يونيو 1872 في تشامبيغن في الولايات المتحدة، وتوفي بنفس المكان في 1 أكتوبر 1936.